# SPSB4
SPSB4 (англ. SplA/ryanodine receptor domain and SOCS box containing 4) – білок, який кодується однойменним геном, розташованим у людей на 3-й хромосомі. Довжина поліпептидного ланцюга білка становить 273 амінокислот, а молекулярна маса — 30 179.
| 10         |  | 20         |  | 30         |  | 40         |  | 50         |
| ---------- |  | ---------- |  | ---------- |  | ---------- |  | ---------- |
| MGQKLSGSLK |  | SVEVREPALR |  | PAKRELRGAE |  | PGRPARLDQL |  | LDMPAAGLAV |
| QLRHAWNPED |  | RSLNVFVKDD |  | DRLTFHRHPV |  | AQSTDGIRGK |  | VGHARGLHAW |
| QINWPARQRG |  | THAVVGVATA |  | RAPLHSVGYT |  | ALVGSDAESW |  | GWDLGRSRLY |
| HDGKNQPGVA |  | YPAFLGPDEA |  | FALPDSLLVV |  | LDMDEGTLSF |  | IVDGQYLGVA |
| FRGLKGKKLY |  | PVVSAVWGHC |  | EVTMRYINGL |  | DPEPLPLMDL |  | CRRSIRSALG |
| RQRLQDISSL |  | PLPQSLKNYL |  | QYQ        |  |            |  |            |

A: Аланін

C: Цистеїн

D: Аспарагінова кислота

E: Глутамінова кислота

F: Фенілаланін

G: Гліцин

H: Гістидин

I: Ізолейцин

K: Лізин

L: Лейцин

M: Метіонін

N: Аспарагін

P: Пролін

Q: Глутамін

R: Аргінін

S: Серин

T: Треонін

V: Валін

W: Триптофан

Задіяний у такому біологічному процесі, як убіквітинування білків. 
Локалізований у цитоплазмі.